# Souk Es Sabbaghine (Tunis)
Pour les articles homonymes, voir Souk Es Sabbaghine.
Le souk Es Sabbaghine (arabe : سوق الصباغين) ou souk des Teinturiers est l'un des souks de la médina de Tunis.

## Localisation

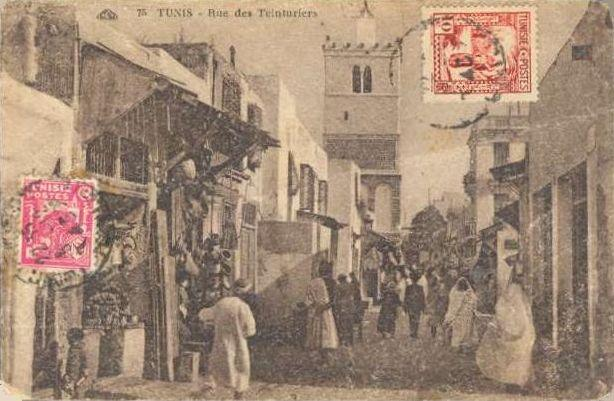
Rue Es Sabbaghine, où se trouve le souk, en 1940.

Le souk est situé à la périphérie de la médina de Tunis, loin du centre qui est constitué par la mosquée Zitouna car la teinture est considérée comme une activité trop polluante. Il se trouve en continuité avec le souk El Blat et on peut y accéder aussi à partir de la place de Bab El Jazira.
Parmi ses ruelles, on trouve le souk Es Sabbaghine El Saghir.

## Historique

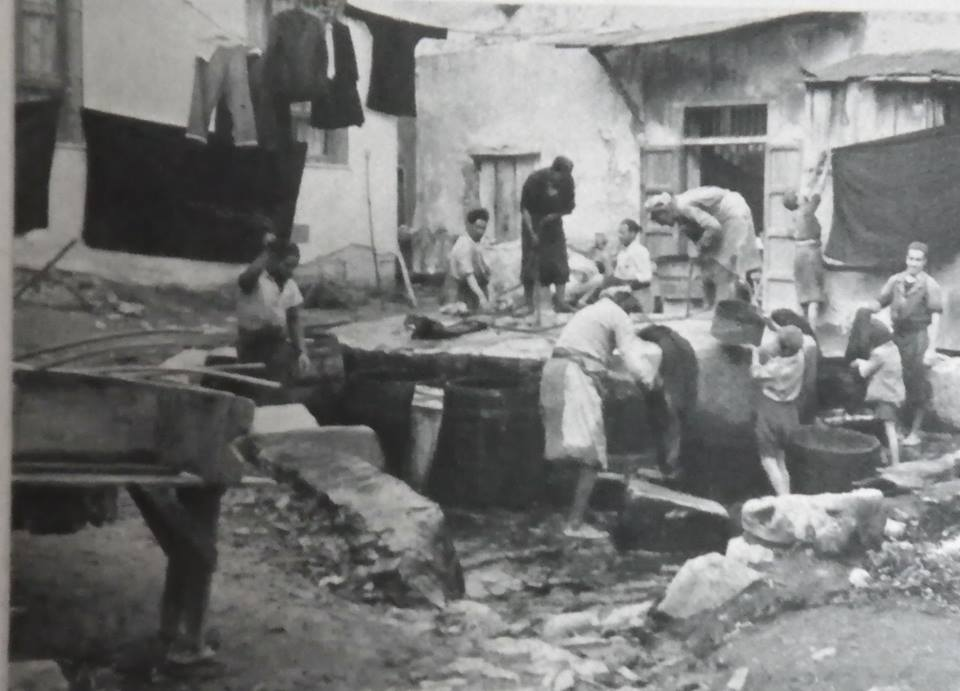
Photo de teinturiers dans le souk en 1939.

La dénomination Es Sabbaghine, soit « Teinturiers », a pour origine la teinture de la laine, du coton et de la soie qui est effectuée près d'une fontaine qui existait là auparavant.
Deux médecins italiens y ont construit en 1887 un dispensaire dont le nom est Infermeria Santa Margherita et qui prend en charge les pauvres des communautés italiennes et maltaises.

## Produits
On y trouve divers produits, surtout les vêtements de prêt-à-porter et les chaussures, mais aussi les poissons et la viande.

## Monuments
On y trouve, à son extrémité sud, la mosquée Harmel considérée aussi comme la mosquée de Bab El Jazira.

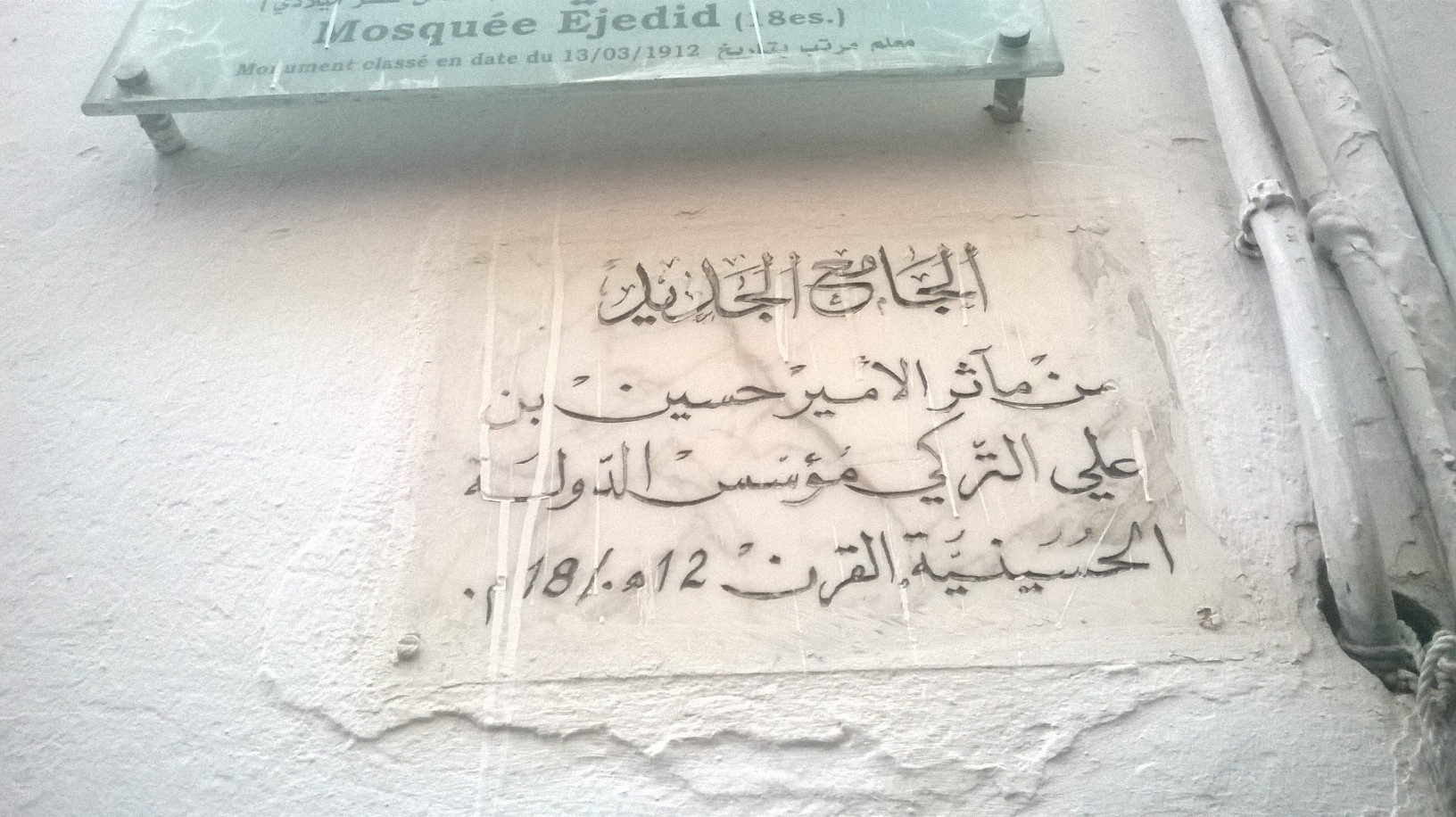
Plaque commémorative de la mosquée.
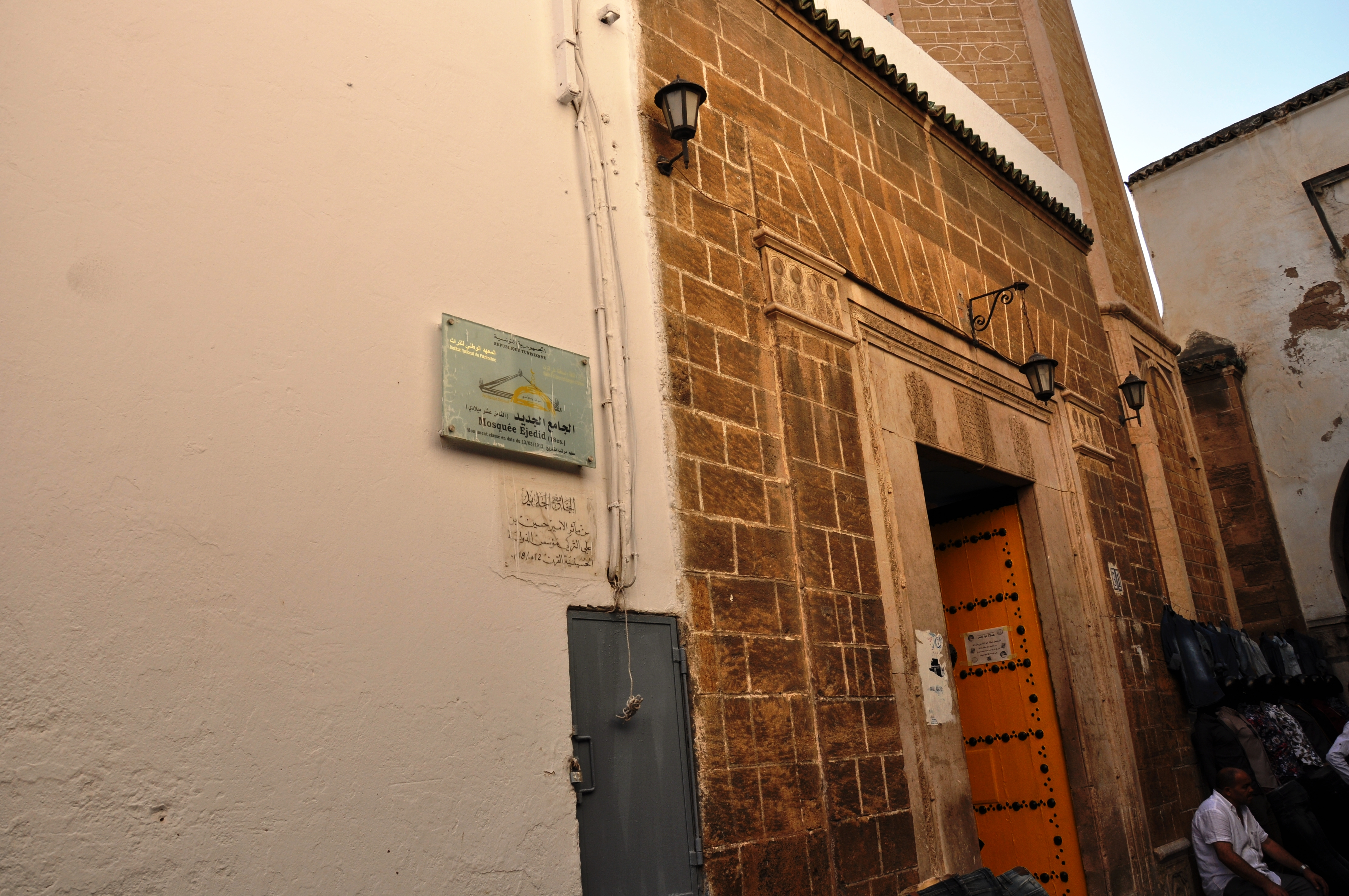
Entrée de la mosquée.
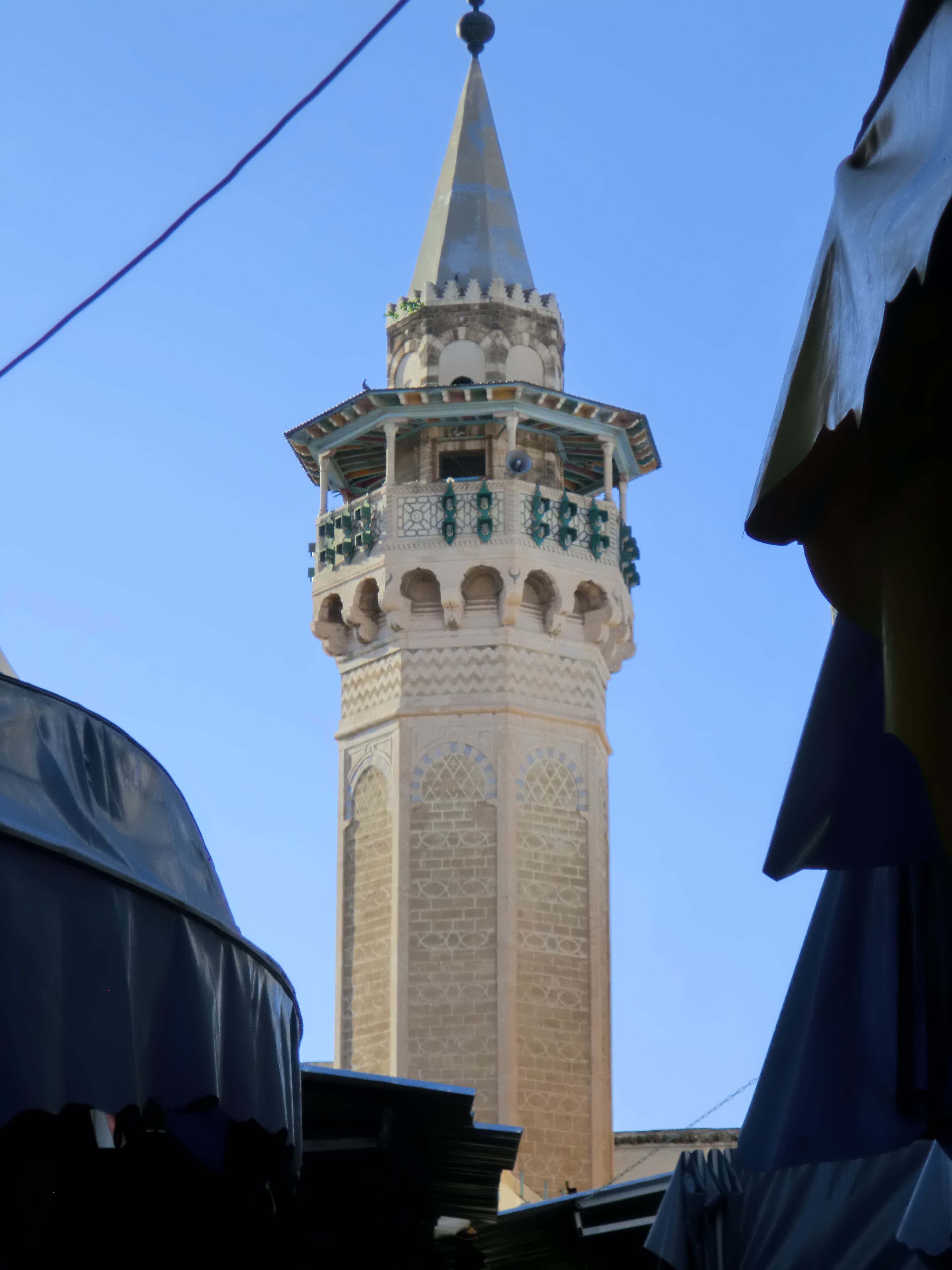
Citation sur le mur de la mosquée.
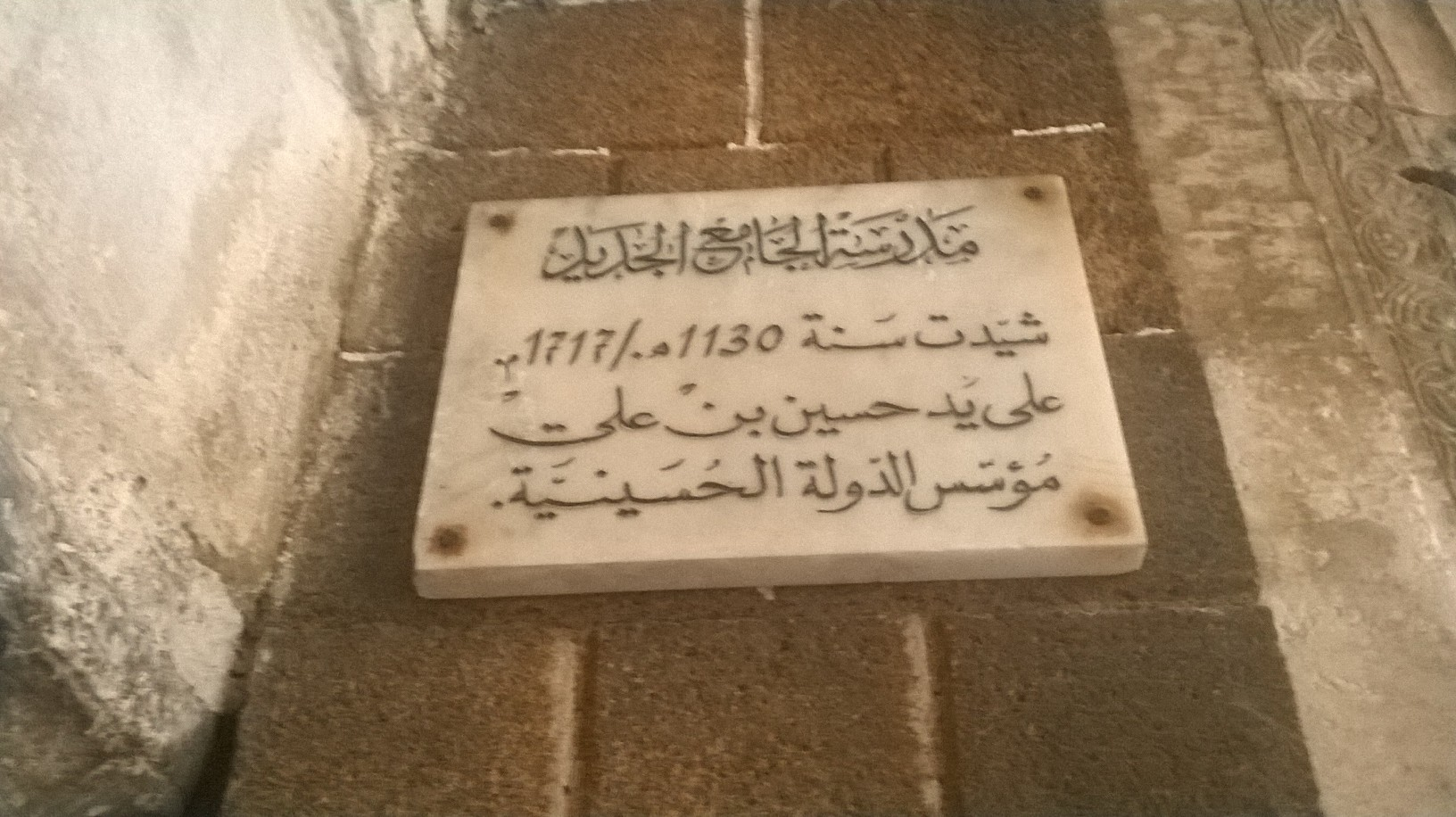
Plaque commémorative de la médersa.
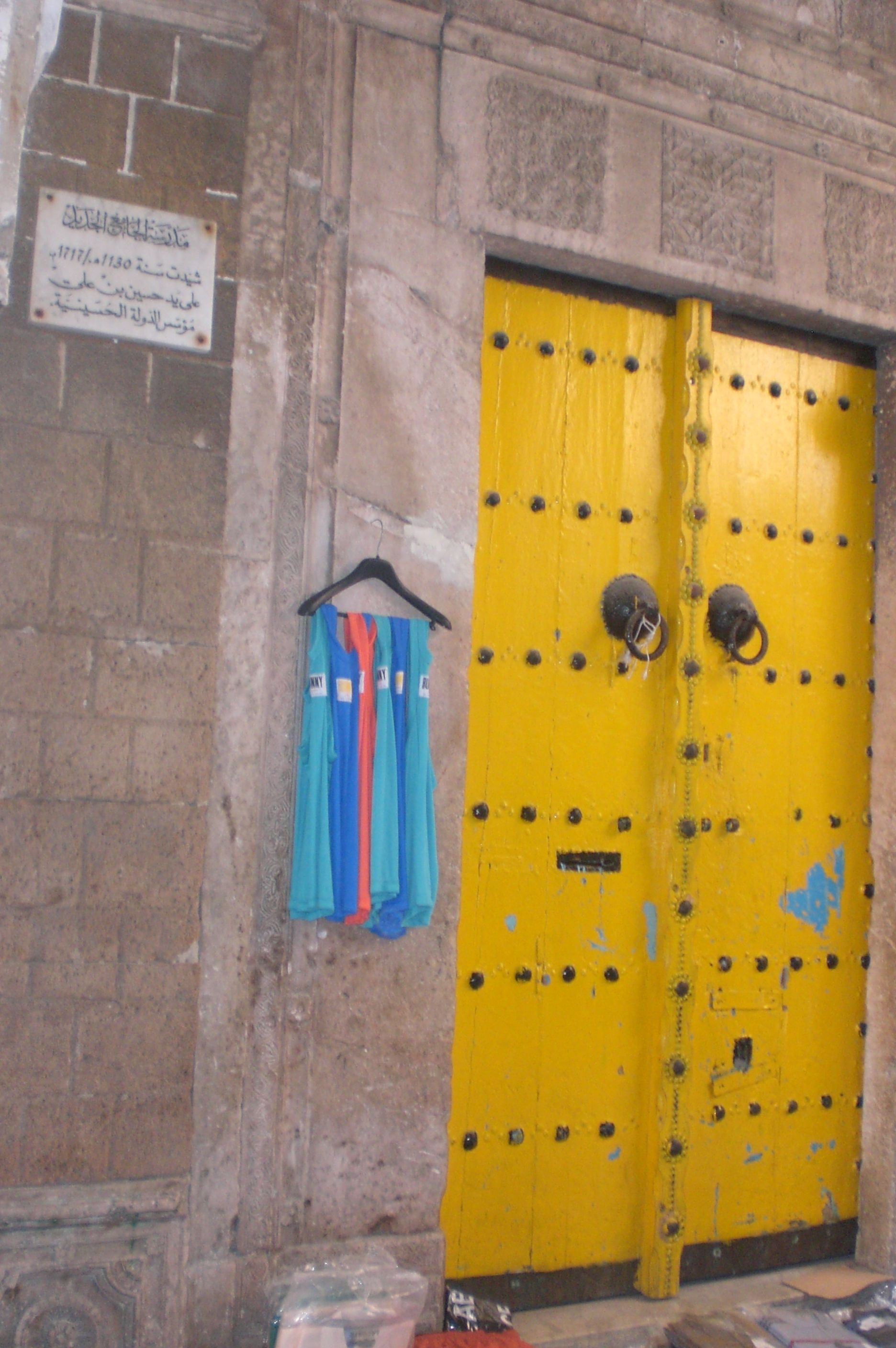
Porte d'entrée de la médersa.

- Minaret de la mosquée.

Au centre se trouve la mosquée des Teinturiers ou mosquée Neuve, construite par Hussein Ier Bey ainsi que sa médersa.

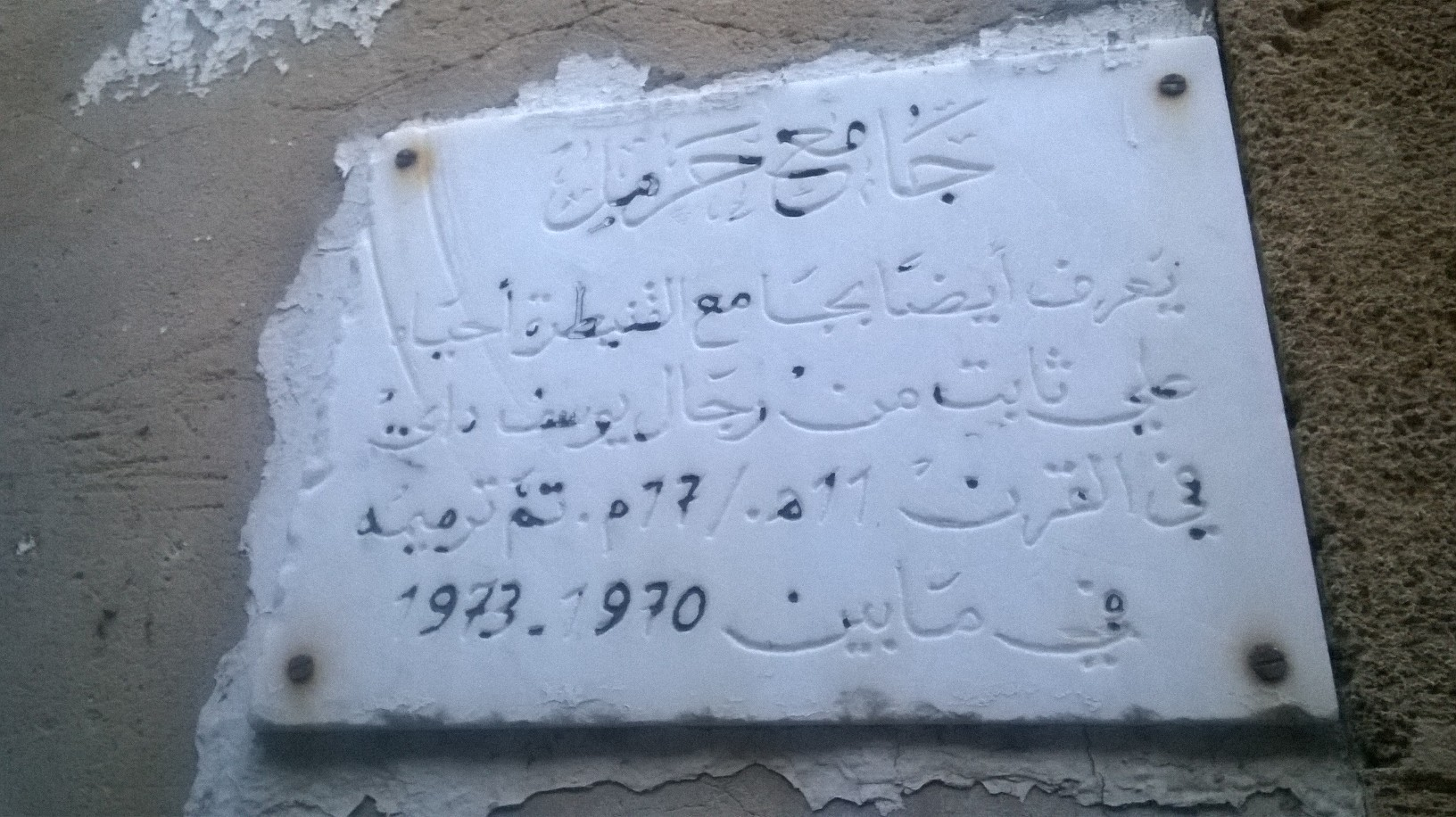
Plaque commémorative de la mosquée.
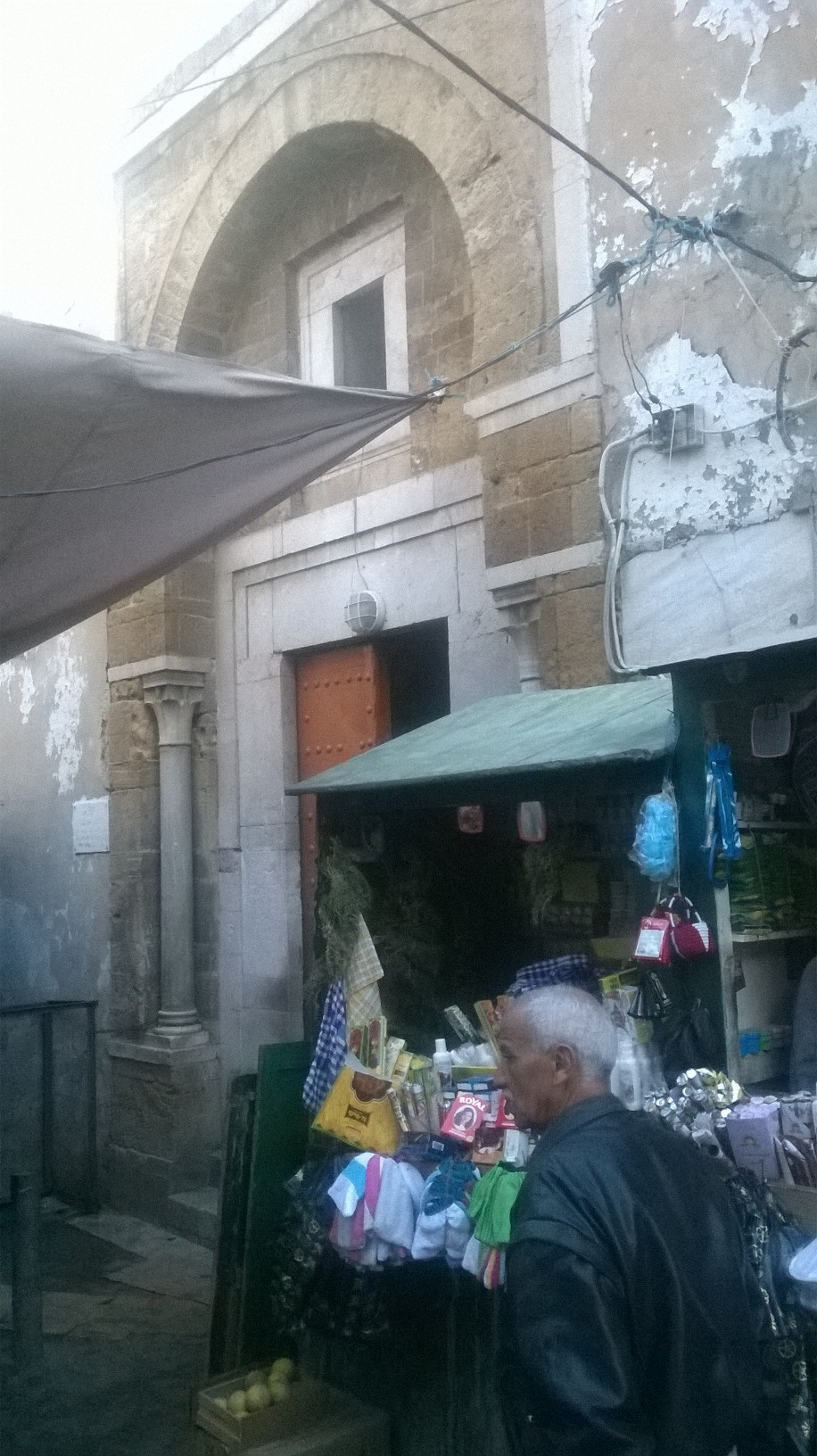
Porte d'entrée de la mosquée.
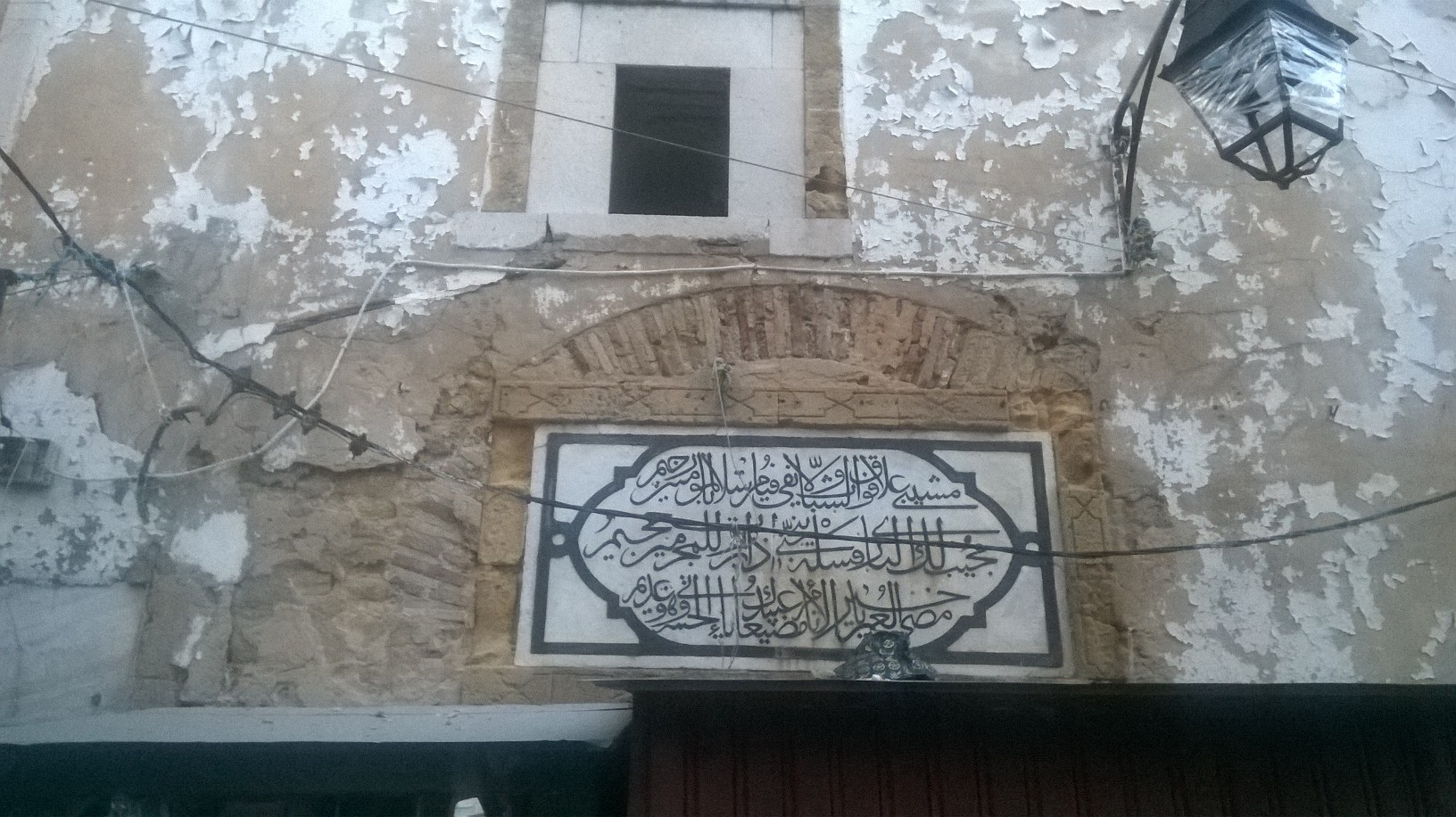
Citation sur le mur de la mosquée.
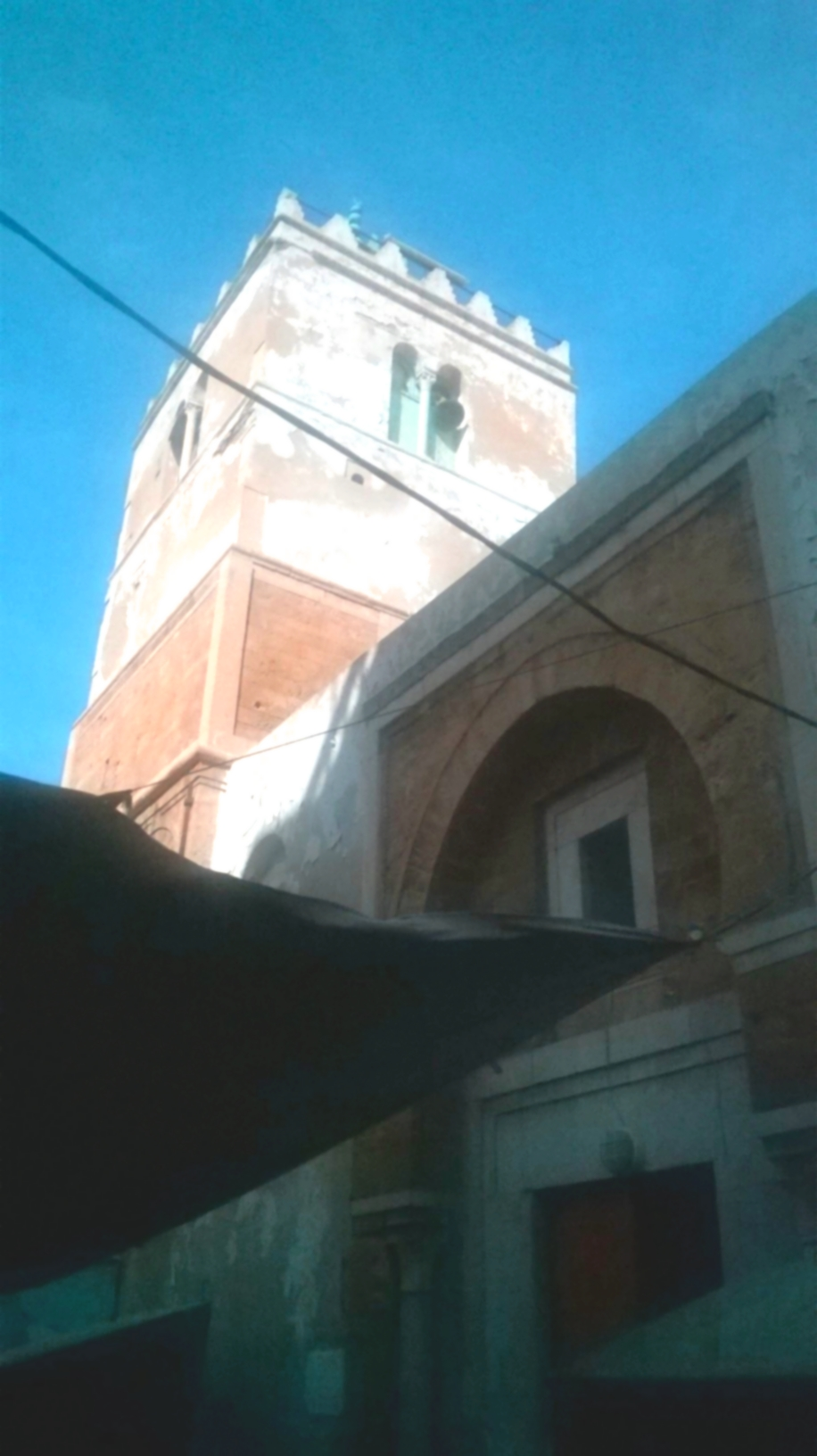
Minaret de la mosquée.
- Plaque commémorative de la médersa.
- Porte d'entrée de la médersa.